# Iarba șarpelui
Iarba șarpelui (Echium vulgare) este o specie de Echium nativă din Europa, și din vestul și centrul Asiei.
Numele genului provine din greacă („echion”) înseamnă șarpe, și a fost dat din timpuri străvechi (Dioscorides și Plinius cel Bătrân).
Planta este cunoscută încă din antichitate deoarece era folosită de către locuitorii dintre granițele de astăzi ale României, la tratarea anemiei, diareei, surmenaj, dureri de dinți, eczeme.

## Morfologie

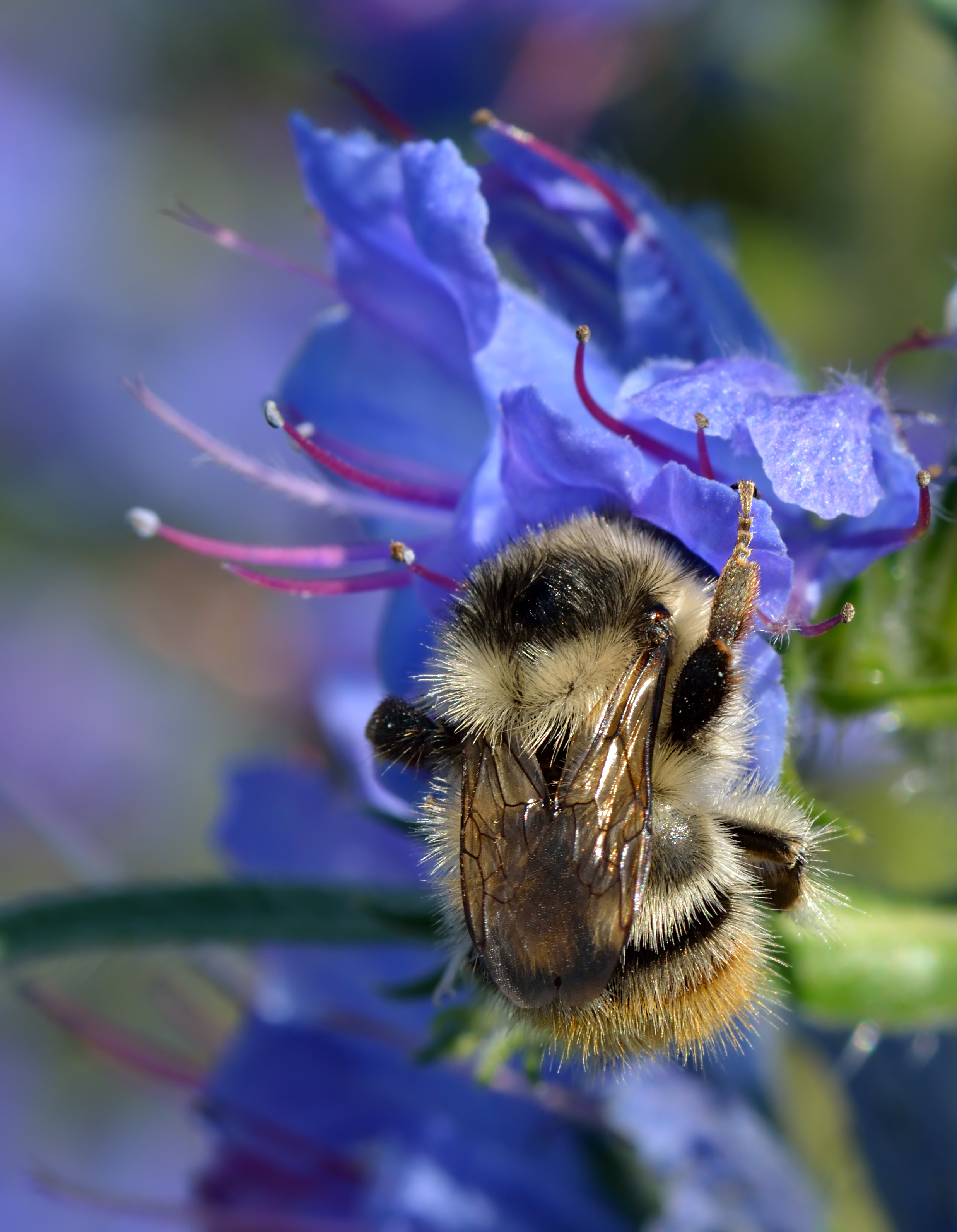

Rădăcina este pivotantă, neagră; tulpina erectă, înaltă până la 1metru, rigidă, neramificată sau ramificată de la bază, acoperită cu peri scurți moi iar printre ei se găsesc peri lungi, setiformi; frunzele sunt linear – lanceolate, acute, cele de la bază sunt pețiolate, dispuse în rozetă, cele tulpinele sesile, uninerve, păroase; florile prezintă simetrie zigomorfă inițial au culoarea roșiatică apoi albastră, sau pot fi albe, roz, grupate în cime simple iar acestea într-o inflorescență cilindrică, paniculată; caliciul format din cinci sepale linear – lanceolate, gamofil; corola infundibuliformă, nu prezintă fornice, are cinci lobi inegali, ușor curbată și bilabiată, pubescentă, gamofilă; androceu din cinci stamine curbate, orientate în sus, exerte, roșietice iar anterele albastre; gineceul prezintă disc nectarifer la bază, stil lung, de asemenea exert, pubescent, cu stigmat bilobat. 
În general perioada de înflorire este ceva mai târzie decât a celorlalte specii din această familie, începând din mai până în iulie. Fructele sunt nucule.

## Descriere
Este o plantă bienală monocarpică (moare după inflorire si fructificare) care crește până la 30–80 cm (12–31 in), cu frunze aspre, păroase, oblanceolate. Florile încep de culoare roz și devin albastru viu și au 15–20 mm (0,59–0,79 in) într-un vârf ramificat, cu toate staminele proeminente. Polenul este albastru dar filamentele staminelor rămân roșii, contrastând cu florile albastre. Înflorește între mai și septembrie în emisfera nordică. Epitetul specific latin „vulgare” înseamnă comun.

## Distribuție
Este originară din Europa și din Asia temperată. A fost introdusă în Chile, Noua Zeelandă și America de Nord, unde este naturalizată în părți ale continentului, inclusiv în nordul Michiganului,  fiind listată ca specie invazivă în Washington. Se găsește în pajiști și vânci uscate, calcaroase, locuri goale și pustii, de-a lungul căilor ferate și pe marginea drumurilor și pe stâncile de coastă, dunele de nisip și plajele stâncoase.

## Cultivare
E. vulgare este cultivată ca plantă ornamentală și au fost dezvoltate numeroase soiuri.